# Melanocorypha
Melanocorypha is een geslacht van zangvogels uit de familie Alaudidae (leeuweriken). Het zijn zwaargebouwde leeuweriken met rechte kegelsnavels. Ze leven vaak in steppen, halfwoestijnen en open grasvlaktes.

## Soorten
Het geslacht kent de volgende soorten:
- Melanocorypha bimaculata – Bergkalanderleeuwerik
- Melanocorypha calandra – Kalanderleeuwerik
- Melanocorypha maxima – Moerasleeuwerik
- Melanocorypha mongolica – Mongoolse leeuwerik
- Melanocorypha yeltoniensis – Zwarte leeuwerik